# ジェイコブス・ラダー (セントヘレナ)

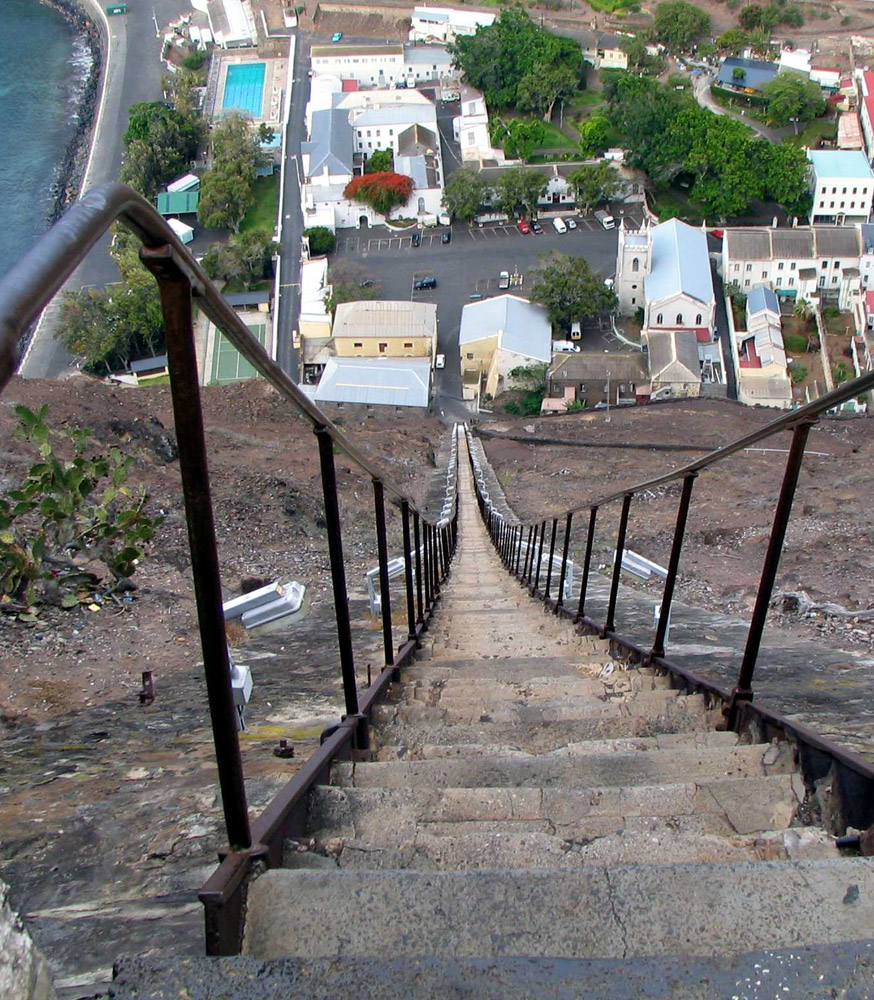
見下ろしたジェイコブス・ラダー、下にはジェームズタウンが見える。

ジェイコブス・ラダー（英: Jacob’s Ladder）は、南大西洋のイギリスの海外領土・セントヘレナに所在する、かつての索道（インクライン）跡の階段である。
この索道は、港を擁する島の中心都市ジェームズタウンと、山上のラダー・ヒル砦 (Ladder Hill Fort) とを結ぶものとして1829年に建設されたが、1871年に撤去され、長大で急傾斜の階段が残された。

## 解説
地元の技師である J. W. Hoar は、ジェームズタウンから砦に貨物を運びあげることを目的として、長さ281.6 mのインクライン（Inclined plane, 傾斜鉄道）を設け、セントヘレナ・レイルウェイ・カンパニー（英: Saint Helena Railway Company）として2両の車両を運用した。車両は、岩の斜面に固定された枕木の上に置かれた、鉄板貼りのモミ製のレール (a pair of iron-plated fir rails) の上で上下し、2本の軌道の間には歩行者用の700段の階段も設けられた。上昇角度は39度から41度の間であった。動力源は3頭のロバで、上部のキャプスタン (Capstan (nautical)) を回転させ、車両に接続された鉄の鎖を巻き上げていた。
しかし、枕木に対するシロアリの害が甚だしかったために、1871年に車両・軌道と巻き上げ装置は王立工兵軍団 (Royal Engineers) によって撤去され、残された階段は、聖書の「ヤコブの梯子」になぞらえて「ジェイコブス・ラダー」として知られることとなった。その後の道路工事によって1段が埋もれたため、階段は699段となっている。2000年に階段の側面に沿って照明が設置され、2006年に階段が改装された。
階段は、第一級重要建造物 (Grade I listed feature) として文化財指定されている。毎年行われる島のランニング・フェスティバル (Festival of Running) では、ジェイコブス・ラダーを駆け上がる時間を計測して競うことが行われ、世界各地からの参加者がある。2016年には、5分16秒78の記録が出た。

## ギャラリー

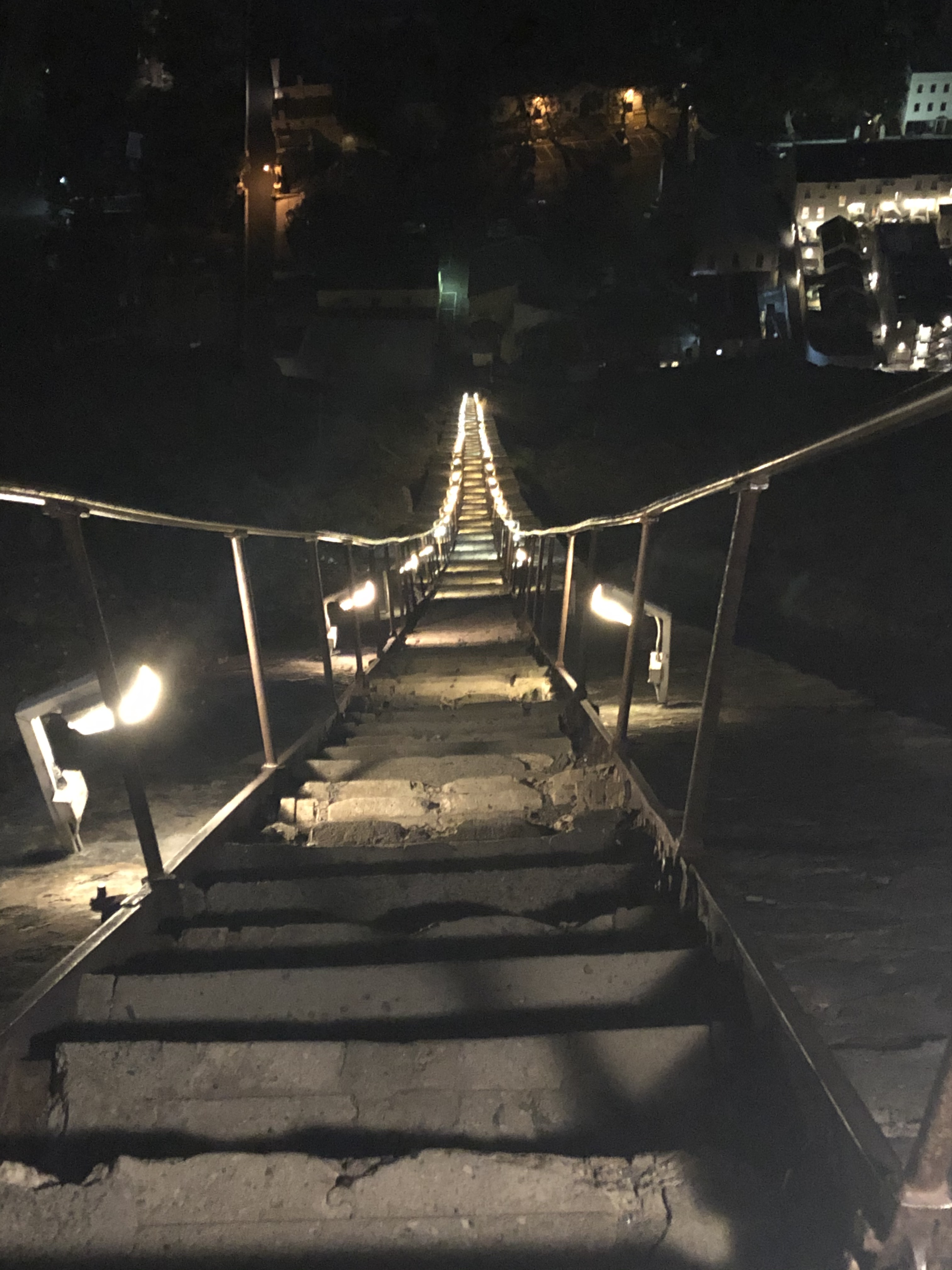
ジェイコブス・ラダーを上部から見下ろす（夜間）
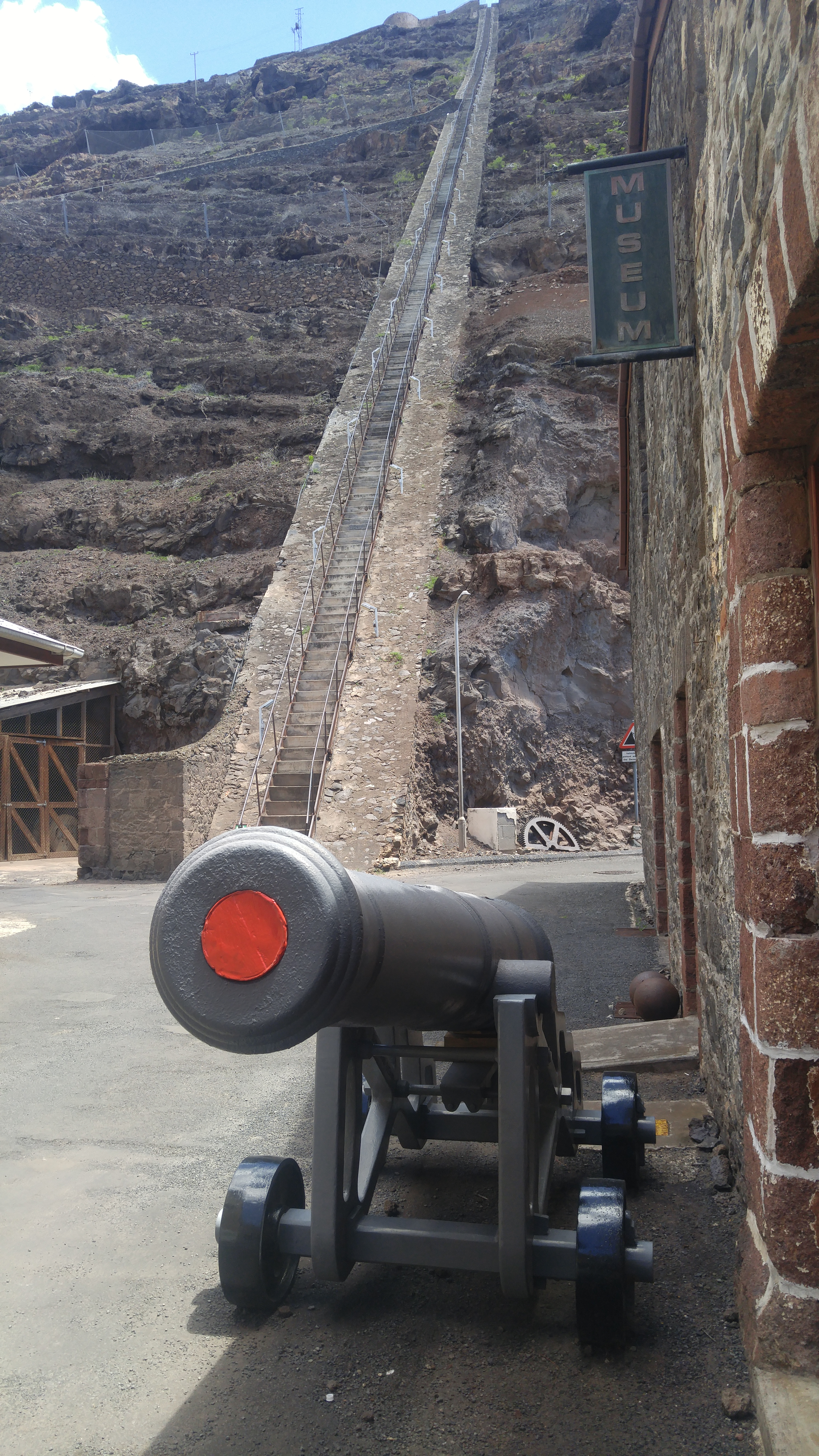
ジェームスタウンのセントヘレナ博物館（英語版）から見たジェイコブス・ラダー
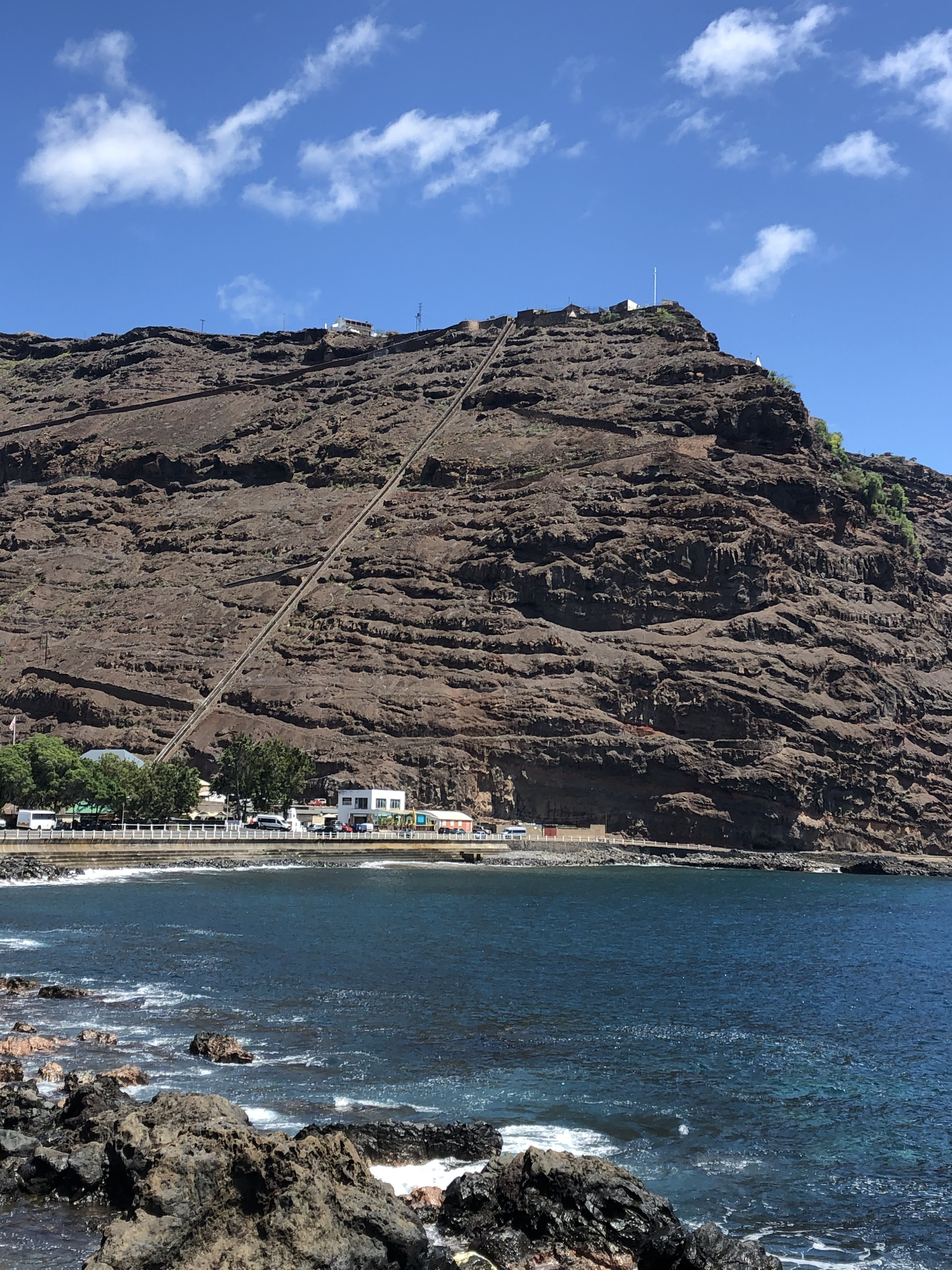
港から見たジェイコブス・ラダー
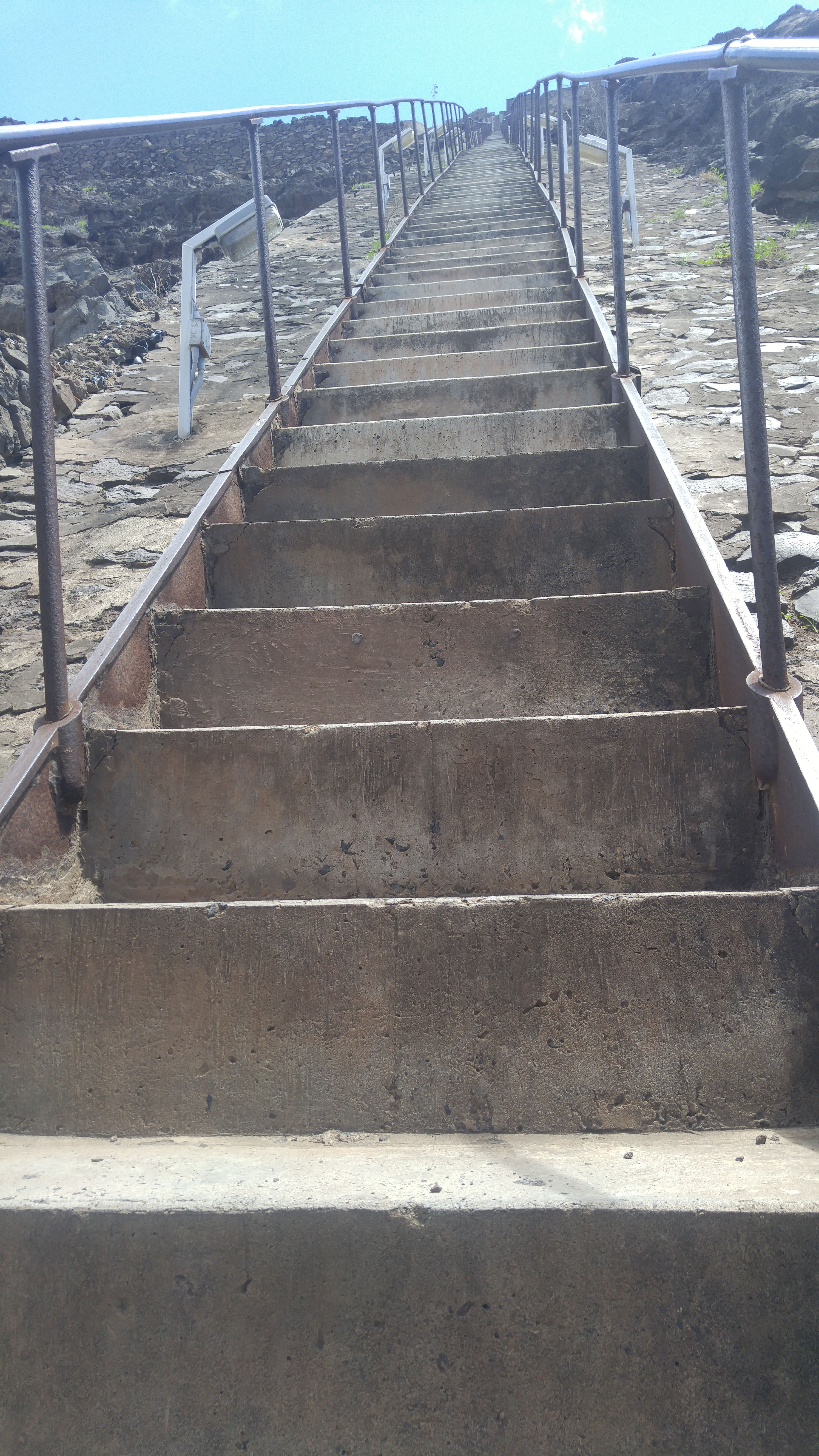
階段を上っている途中の写真
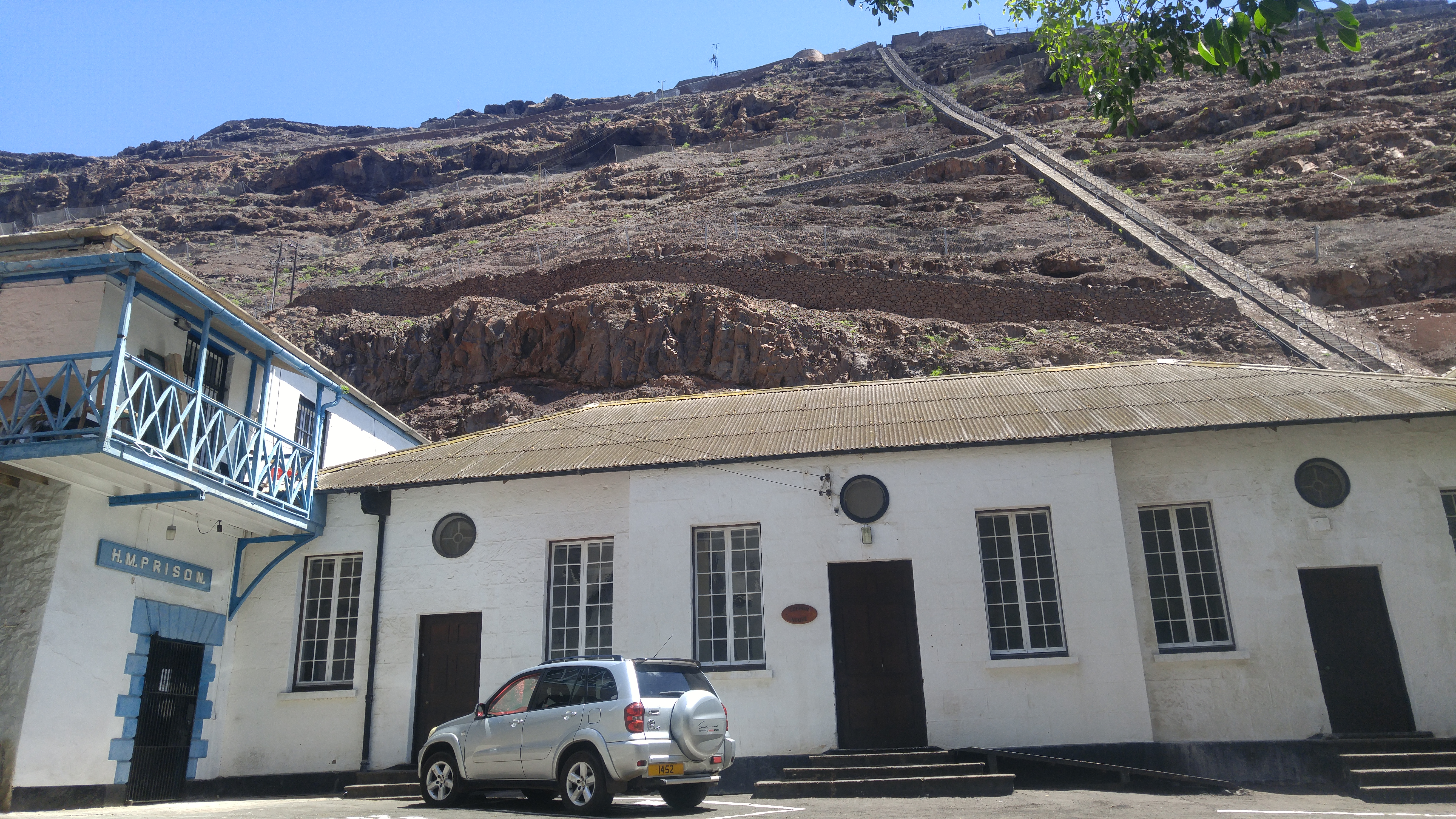
ジェイコブス・ラダーは監獄の背後を登る
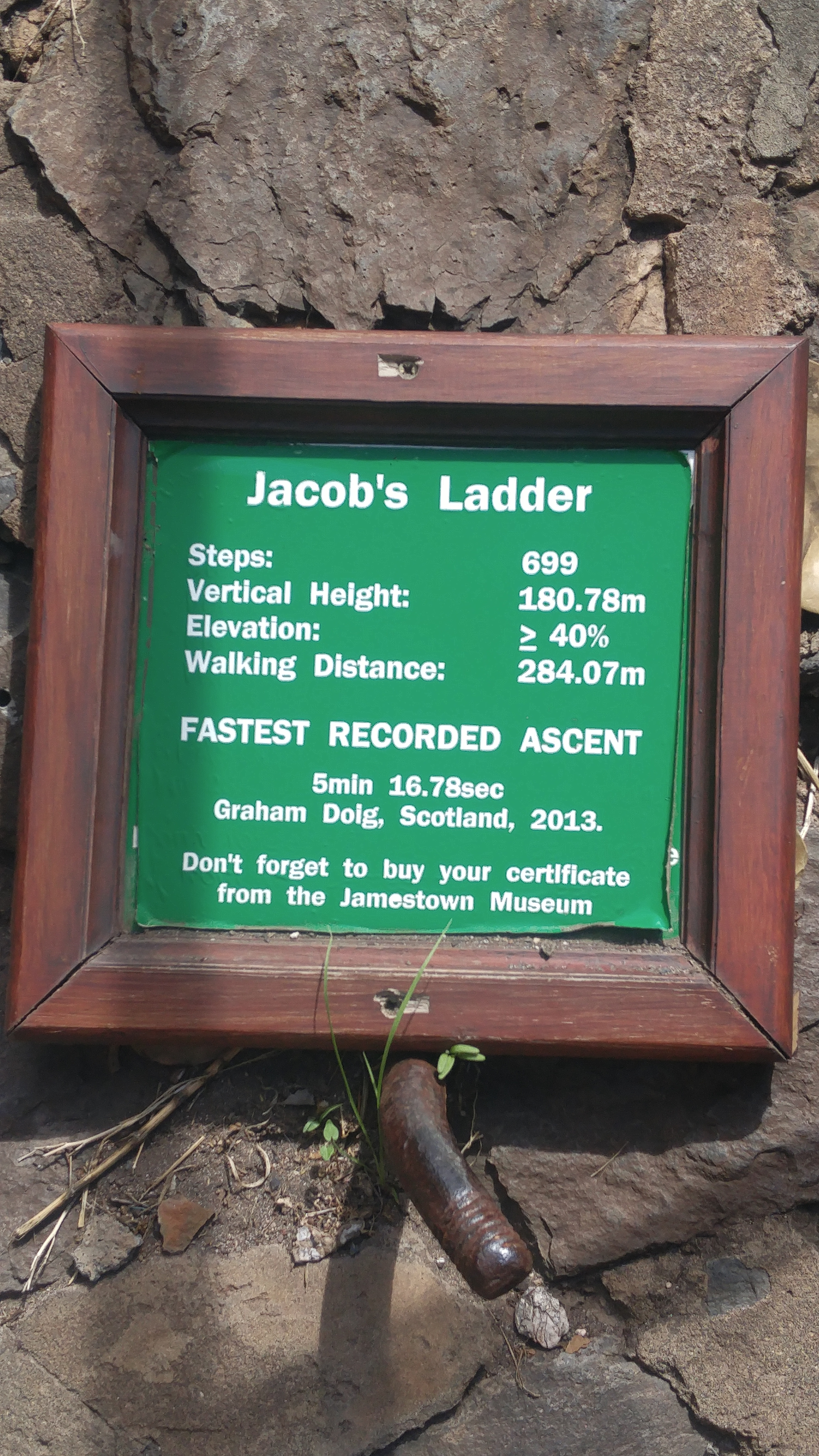
ジェイムスタウンにある銘板